# Dickson Kipsang Tuwei
Dickson Kipsang Tuwei (ur. 31 października 1992) – kenijski lekkoatleta specjalizujący się w biegu na 800 metrów. 
Po odebraniu w styczniu 2012 – z powodu zbyt młodego wieku w chwili jego zdobycia – złota mistrzostw Afryki juniorów z 2009 roku Etiopczykowi Mohammedowi Amanowi to Kenijczykowi przypadł tytuł mistrza kontynentu. W 2010 zajął szóstą lokatę podczas mistrzostw świata juniorów. 
Rekordy życiowe: stadion – 1:46,3 (17 czerwca 2010, Nairobi); hala – 1:50,48 (13 lutego 2010, Walencja). 

## Osiągnięcia
| Rok  | Impreza                     | Miejsce | Pozycja    | Wynik   |
| ---- | --------------------------- | ------- | ---------- | ------- |
| 2009 | Mistrzostwa Afryki juniorów | Bambous | 1. miejsce | 1:48,91 |
| 2010 | Mistrzostwa świata juniorów | Moncton | 6. miejsce | 1:48,97 |